# Sebastián de Salamanca
Sebastián de Salamanca (falecido em 1526) foi um prelado católico romano que serviu como bispo de Santiago de Cuba (1525–1526).

## Biografia
Em 1525, Sebastián de Salamanca foi nomeado durante o papado do Papa Clemente VII como Bispo de Santiago de Cuba. Serviu como Bispo de Santiago de Cuba até à sua morte em 1526.